# Локалита Коластуро (Фрозиноне)
Локалита Коластуро је насеље у Италији у округу Фрозиноне, региону Лацио.
Према процени из 2011. у насељу је живело 40 становника. Насеље се налази на надморској висини од 220 м.